# Montville (Seine-Maritime)
Montville ist eine französische Gemeinde mit 4618 Einwohnern (Stand: 1. Januar 2022) im Département Seine-Maritime in der Region Normandie. Sie gehört zum Arrondissement Rouen und zum Kanton Bois-Guillaume. Die Einwohner werden Montvillais genannt.

## Geographie
Montville liegt am Fluss Cailly, einem Nebenfluss der Seine, in den hier die Clérette mündet. Umgeben wird Montville von den Nachbargemeinden Anceaumeville im Norden und Nordwesten, Mont-Cauvaire im Norden und Nordosten, Bosc-Guérard-Saint-Adrien im Osten, Malaunay im Süden und Eslettes im Westen.

## Geschichte
Montville ist seit dem 11. Jahrhundert nachgewiesen. Eine Kirche existierte seit 1030.
Im August 1845 verwüstete eine Windhose die Industrieanlagen. Dabei kamen etwa 70 Personen ums Leben.

### Bevölkerungsentwicklung
| 1962 | 1968 | 1975 | 1982 | 1990 | 1999 | 2006 | 2011 |
| ---- | ---- | ---- | ---- | ---- | ---- | ---- | ---- |
| 4057 | 4139 | 4111 | 4365 | 4252 | 4644 | 4502 | 4756 |

## Sehenswürdigkeiten
- Kirche Notre-Dame de l’Assomption mit dem Glockenturm aus dem 11. Jahrhundert und Chor aus dem 15. und 16. Jahrhundert
- Uhrenturm (Horloge) aus dem Jahre 1743
- Rathaus aus dem Jahre 1888
- Feuerwehrmuseum
- Herrenhaus Bois-Isambert aus dem 17. Jahrhundert
- Herrenhaus mit Arboretum

## Persönlichkeiten
- Michel Picquenot (1747–1814), Kupferstecher
- Hippolyte Boissel de Monville (1794–1863), Adliger, Industrieller, Botaniker, Bürgermeister von Montville von 1831 bis 1846

## Gemeindepartnerschaften
Mit folgenden Gemeinden bestehen Partnerschaften:
- Haiger, Deutschland
- Santa Eulàlia de Ronçana, Spanien
- Helmstedt, Deutschland
- Mondeville, Frankreich